# Тереза-философ
Тереза-философ (фр. Thérèse philosophe) — французский эротический роман, впервые опубликованный анонимно в 1748 году. Пользовался большой популярностью в XVIII—XIX веках. Большинство современных исследователей приписывают роман маркизу д’Аржану. На русский язык роман был переведён в 1991 году и приписан маркизу де Саду. Между тем сам де Сад (он родился в 1740 году и хотя бы поэтому не мог быть автором книги) в «Истории Жюльетты» вполне определённо назвал автором «Терезы» д’Аржана.

## Сюжет
Роман построен в форме исповеди Терезы, уже в семилетнем возрасте испытавшей «зов плоти» (мастурбация, детский вуайеризм). В одиннадцать лет её помещают в монастырь капуцинок, она исполнена благочестия — «вы станете святой», говорит ей исповедник. Тереза начинает философствовать, её мучают две страсти — искренняя любовь к Господу и наслаждения плоти. Здоровье её подорвано, мать забирает её из монастыря и отдает под опеку священника Диррага. Тереза становится свидетелем любовной сцены между похожим на сатира Диррагом и кающейся грешницей Эрадикой; сцена начинается с бичевания грешницы «вервием Св. Франциска» и заканчивается соитием. Тереза вновь испытывает одиночные плотские удовольствия. Следующая часть романа посвящена преимущественно философским беседам (о религии, чести и сексе) аббата Т. и его возлюбленной госпожи С. Тереза выслушивает историю куртизанки Буалорье; знакомится в Опере с графом Х., который разжигает её чувственность соответствующими изображениями и книгами и становится её чутким и внимательным (предохранение от беременности) любовником.

## Реальная основа
В романе использована всколыхнувшая Прованс, а затем и всю Францию история, случившаяся в 1731 году. В Тулоне иезуит Жан-Батист Жирар соблазняет двадцатилетнюю благочестивую (до фанатизма) девицу Мари-Катрин Кадьер. Процесс над рисковавшим своей головой Жираром, проходивший под бурный аккомпанемент памфлетов и сатирических листков, завершается оправданием иезуита; он возвращается в свой родной город Доль и пару лет спустя отдает Богу душу. Автор романа прибегает к анаграммам: Дирраг = Жирар, Эрадика = Кадьер.

## Судьба книги
Первый тираж «Терезы» был арестован полицией 1 февраля 1749 года (не исключено, что уже раньше книга циркулировала в рукописи). Уже в 1750 году в Гааге вышла в свет реплика — «Анти-Тереза, или Жюльетта-философ», где содержалась критика чрезмерной «разнузданности» «Терезы». До конца столетия вышло ещё около двадцати изданий «Терезы»; издание 1822 года было запрещено, издатель получил два месяца тюрьмы. В 2008 году книга опубликована в карманном издании .

## Жанр
Книга выдержана в традиции «романа воспитания», а вставная новелла о Буалорье — в духе плутовского романа. «Тереза-философ» несомненно предвосхищает прозу маркиза де Сада, в особенности «Философию в будуаре», и перекликается с «Нескромными сокровищами» и «Философическими письмами» Дидро (которому книгу иногда приписывали).

## Идейный фон
Автор «Терезы» стоял на позициях материализма и тотального детерминизма и утверждает первостепенную роль страстей, бороться с которыми человеку не под силу. Представления о добре и зле относительны, не имеют отношения к христианскому абсолюту и выработаны людьми для консервации существующего социального порядка. Трактуя проблему нарушения социальных норм в светском плане, Д’Аржан предвосхитил идеи Чезаре Беккариа и Гольбаха.

## Интересные факты
- Среди ценителей романа были Пушкин и Достоевский, который упоминает книгу в «Игроке»:

Сверх того, она познакомила меня с Hortense, которая была слишком даже замечательная в своем роде женщина и в нашем кружке называлась Thérèse-philosophe…— 
- В 2007 году в парижском Театре Европы («Одеон») режиссёр Анатолий Васильев поставил свою (небесспорную) версию «Терезы-философа»[6][7][8]. Одна из особенностей постановки — крайне странное звучание французской речи.[источник не указан 1833 дня]